# Petr Jiráček
Petr Jiráček (Tuchořice, Distrito de Louny, Región de Ústí nad Labem, República Checa, 2 de marzo de 1986) es un exfutbolista checo que jugaba de centrocampista. Formó parte de la selección de fútbol de República Checa.

## Trayectoria
Antes de iniciarse como futbolista profesional, jugó en las divisiones menores del Sokol Tuchořice, del Buldoci Karlovy Vary, del Slavia Praga y del Baník Sokolov de la segunda división de fútbol de la República Checa, club en el cual inició su carrera profesional en el año 2006. Estuvo dos temporadas en el club de Sokolov, jugando 40 partidos y marcando dos goles. En 2008 fue contratado por el Viktoria Plzeň de la Gambrinus liga y en su primera temporada jugó 34 veces (copa y liga) marcando dos goles. En la campaña 2009/10, Jiráček colaboró en la consecución de la Copa de la República Checa. El 29 de julio de 2010, debutó en una competición europea. Fue en el empate 1-1 frente al Beşiktaş de Turquía.
Fue partícipe de la brillante campaña de su equipo en la temporada 2010/11, que consiguió el campeonato de liga por primera vez en su historia en el año de su centenario. Ese mismo año consiguieron la Supercopa de la República Checa al derrotar por penales al Mladá Boleslav. Entre 2008 y 2011, jugó más de 100 partidos y marcó 13 goles, incluyendo encuentros de liga, copa, supercopa, Liga Europea y Liga de Campeones. Fue en su última temporada cuando fue convocado a la selección checa.
En diciembre de 2011 emigró al fútbol alemán para fichar por el Wolfsburgo bajo un contrato de cuatro años y medio, reforzando al club para la segunda ronda de la 1. Bundesliga 2011-12. Debutó el 21 de enero de 2011 como titular en la derrota por la mínima diferencia frente al Colonia. Sin embargo, en su cuarto partido, le anotó un doblete al Friburgo y su equipo venció 3-2. Llegó a disputar un total de 13 encuentros en su primera campaña en Alemania, siendo titular en 9 de ellos.
En agosto de 2012 firmó con el Hamburgo hasta 2016.

## Selección nacional
Ha sido internacional con la selección de fútbol de República Checa en 28 ocasiones y ha convertido 3 goles. Su debut con la absoluta se produjo el 3 de septiembre de 2011 por la clasificación para la Eurocopa 2012, frente a Escocia, encuentro crucial que terminó 2-2. El 15 de noviembre marcó su primer gol con la selección en el segundo partido de repesca frente a Montenegro, gol valioso que le permitió a República Checa redondear una jornada sin problemas para clasificar al torneo final.
En mayo de 2012 fue convocado por Michal Bílek para disputar la Eurocopa 2012, realizada en Polonia y Ucrania. En el segundo encuentro frente a Grecia, Jiráček convirtió un gol a los dos minutos con catorce segundos, igualando la marca del tercer gol más rápido de la historia de la Eurocopa, anotado por Alan Shearer. En el tercer cotejo, se vistió de héroe al marcar el único tanto del partido contra Polonia, anotación que eliminó a la anfitriona y a Rusia del torneo. Fue titular ante Portugal por los cuartos de final, pero no pudieron acceder a semifinales tras caer 1-0.

### Participaciones en Eurocopas
| Eurocopa      | Sede              | Resultado        | Partidos | Goles |
| ------------- | ----------------- | ---------------- | -------- | ----- |
| Eurocopa 2012 | Polonia y Ucrania | Cuartos de final | 4        | 2     |

## Clubes
| Club                    | País            | Año       |
| ----------------------- | --------------- | --------- |
| F. K. Baník Sokolov     | República Checa | 2006-2008 |
| F. C. Viktoria Plzeň    | República Checa | 2008-2011 |
| VfL Wolfsburgo          | Alemania        | 2012      |
| Hamburgo S. V.          | Alemania        | 2012-2015 |
| A. C. Sparta Praga      | República Checa | 2015-2017 |
| F. K. Jablonec (cedido) | República Checa | 2016-2017 |
| F. C. Fastav Zlín       | República Checa | 2017-2021 |
| 1. S. K. Prostejov      | República Checa | 2021-2022 |
| F. C. Fastav Zlín "B"   | República Checa | 2022      |

## Palmarés

### Campeonatos nacionales
| Título                               | Club                 | País            | Año     |
| ------------------------------------ | -------------------- | --------------- | ------- |
| Copa de la República Checa           | F. C. Viktoria Plzeň | República Checa | 2009-10 |
| Liga de Fútbol de la República Checa | F. C. Viktoria Plzeň | República Checa | 2010-11 |
| Supercopa de la República Checa      | F. C. Viktoria Plzeň | República Checa | 2011    |